# Monochaetia cryptomeriae
Monochaetia cryptomeriae är en svampart som beskrevs av M. Wilson & Ford-Rob. 1924. Monochaetia cryptomeriae ingår i släktet Monochaetia och familjen Amphisphaeriaceae.   Inga underarter finns listade i Catalogue of Life.